# Paraíso (película)
Paraíso es una película peruana de 2009, ópera prima del director peruano Héctor Gálvez, y estrenada en el Festival de Cine de Venecia.

## Sinopsis
La película narra la vida de cinco adolescentes en el barrio popular de Huachipa del extrarradio limeño habitado por desplazados de la violencia terrorista de los años 90. Con un futuro incierto al terminar la secundaria estos jóvenes deben enfrentarse a la muerte de un amigo en común y buscar una salida para no caer en el fracaso vital.

## Reparto
- Joaquín Ventura: Joaquín
- Yiliana Chong: Antuanet[5]
- José Luis García: Mario
- Gabriela Tello: Sara[6]
- William Gómez: Lalo

## Producción
La película es una coproducción de la productora peruana Chullachaki Producciones, MilColores Media y Cachoeira Films de Alemania. Cuenta con los productores Enid Campos y Josué Méndez.
La película inició su producción en 2006, cuando tenía por título Jardines del paraíso. En julio de ese año ganó un premio de financiación del CONACINE, por un monto de S/. 295,000. Así mismo en 2007 ganó otros premios para su financiación como el premio para la producción del Filmstiftung NRW de Alemania, el premio el programa Ibermedia (70,000€), y el premio para la posproducción en Goteborg.
El rodaje se inició en la quincena de noviembre de 2007 en la urbanización Jardines del Paraíso en la periferia de Lima.
Paraíso fue estrenada a nivel internacional el 7 de septiembre de 2009 en el Festival de Venecia, mientras que en Perú lo fue el 15 de abril de 2010.

## Premios, nominaciones y festivales
| Año  | Lugar                                                                                   | País           | Categoría/Sección                                 | Resultado | Notas        |
| ---- | --------------------------------------------------------------------------------------- | -------------- | ------------------------------------------------- | --------- | ------------ |
| 2006 | Festival Internacional de Mannheim                                                      | Alemania       | Mannheim Meetings                                 | Incluida  | [ 7 ]        |
| 2006 | Festival de Amiens                                                                      | Francia        | Fondos de Apoyo al Guion y Desarrollo de Proyecto | Incluida  | [ 7 ]        |
| 2006 | Festival de 3 Continentes de Nantes                                                     | Francia        | Programa Produire au Sud                          | Incluida  | [ 7 ]        |
| 2006 | Festival Internacional de Cine de Guadalajara                                           | México         | II Encuentro de Coproducción                      | Incluida  | [ 18 ]       |
| 2006 | Concurso Extraordinario de Proyectos de Obras Cinematográficas Peruanas de Largometraje | Perú           | Proyectos para producción                         | Ganadora  | [ 9 ]        |
| 2009 | Festival de Cine de Venecia                                                             | Italia         | Sección Horizontes                                | Nominada  | [ 10 ]       |
| 2009 | Festival Internacional de Cine Latinoamericano de Huelva                                | España         | Mejor guion original - Colón de Plata             | Ganadora  | [ 3 ] [ 19 ] |
| 2009 | Festival Internacional de Cine de Salónica                                              | Grecia         | Independence Days                                 | Incluida  | [ 20 ]       |
| 2009 | Festival Internacional del Nuevo Cine Latinoamericano de La Habana                      | Cuba           | Ópera prima                                       | Incluida  | [ 21 ]       |
| 2010 | Festival Internacional de Cartagena de Indias                                           | Colombia       | Competencia Oficial Iberoamericana                | Incluida  | [ 22 ]       |
| 2010 | BAFICI                                                                                  | Argentina      |                                                   | Incluida  | [ 23 ]       |
| 2010 | Festival de Cine de Miami                                                               | Estados Unidos |                                                   | Incluida  | [ 23 ]       |
| 2010 | Festival de Cine Cero Latitud                                                           | Ecuador        | Mejor film latinoamericano                        | Ganadora  | [ 3 ]        |
| 2010 | Asociación Peruana de Prensa Cinematográfica                                            | Perú           | Mejor película peruana                            | Ganadora  | [ 3 ] [ 24 ] |
| 2010 | Festival Internacional de Cine de Jeonju                                                | Corea del Sur  |                                                   | Incluida  | [ 4 ]        |
| 2011 | Festival de Cine peruano de París                                                       | Francia        | Premio Soleil tournant                            | Ganadora  | [ 25 ]       |